# 山内奈々
もしかして
- 日向ななみ

ではありませんか？
- 日向ななみの旧芸名は「山内 菜々」